# Hyloscirtus chlorosteus
Hyloscirtus chlorosteus är en groddjursart som först beskrevs av Reynolds och Foster 1992.  Hyloscirtus chlorosteus ingår i släktet Hyloscirtus och familjen lövgrodor. IUCN kategoriserar arten globalt som akut hotad. Inga underarter finns listade i Catalogue of Life.